# Município de Aerodrom
Aerodrom é um município localizado na Macedônia do Norte, sendo também o nome homônimo da cidade onde a sede municipal está situada. De acordo com o último censo nacional macedônio realizado em 2002, o município tinha 72 009 habitantes.

## Geografía
El aeródromo limita al suroeste con el municipio de Kisela Voda, al noroeste con el municipio de Centar, al noreste con el municipio de Gazi Baba y al sur con el municipio de Studeničani.